# Azmi Bishara
Azmi Bishara (en arabe : عزمي بشارة et en hébreu : עזמי בשארה), né à Nazareth le 22 juillet 1956, est un intellectuel, écrivain et analyste politique palestinien et arabe israélien. Docteur en philosophie, chef du Rassemblement démocratique national et son fondateur en Israël, ancien membre de la Knesset israélienne, il exerce la fonction de directeur général du Centre arabe pour la recherche et les études politiques.
Azmi Bishara publie également des ouvrages, sur les sujets de la démocratie et de la société civile, sur les droits des minorités nationales en Israël, sur l'islam et la démocratie et sur la question palestinienne, au sein de la société israélienne, dans les Territoires occupés et dans les autres États. 
Sa carrière politique et militante a commencé en tant que fondateur de la Comité national des étudiants lycéens arabes, dont il est élu président lors du premier congrès des étudiants arabes le 6 avril 1974. Il est également devenu l’un des principaux et influents dirigeants du mouvement étudiant arabe dans les universités israéliennes. Il reçoit le prix Ibn-Rushd de la libre pensée en 2002 ainsi que le prix des Droits de l'Homme de Global Exchange en 2003.
Azmi Bishara vit actuellement au Qatar après son départ d'Israël en 2007 et ses visites à plusieurs pays, il dirige actuellement le Centre arabe pour la recherche et les études politiques qu'il a fondé en 2010 et préside le conseil d'administration de l'Institut de Doha pour les études supérieures. Azmi Bishara a annoncé son retrait de l’activité politique directe au début de 2017 dans le but de se consacrer à la « recherche à plein temps, à l’écriture et la production intellectuelle », selon ses propos. Il a été la cible de multiples attaques des régimes arabes et de certains de ces médias l’accusant de jouer un rôle important pendant le printemps arabe, et d’avoir pris le parti des peuples arabes contre leurs régimes.

## Biographie

### Origines
Azmi Bishara est né dans la ville de Nazareth, dans la région de Galilée au nord d'Israël, qui devint le centre administratif et culturel des Arabes de 1948 en Israël. Azmi Bishara est issu d'une famille chrétienne palestinienne et grandit dans le quartier occidental de Nazareth, proche des villages dont les populations ont été déplacés en 1948. Il poursuit ses classes élémentaires à l'école baptiste,.

### Études

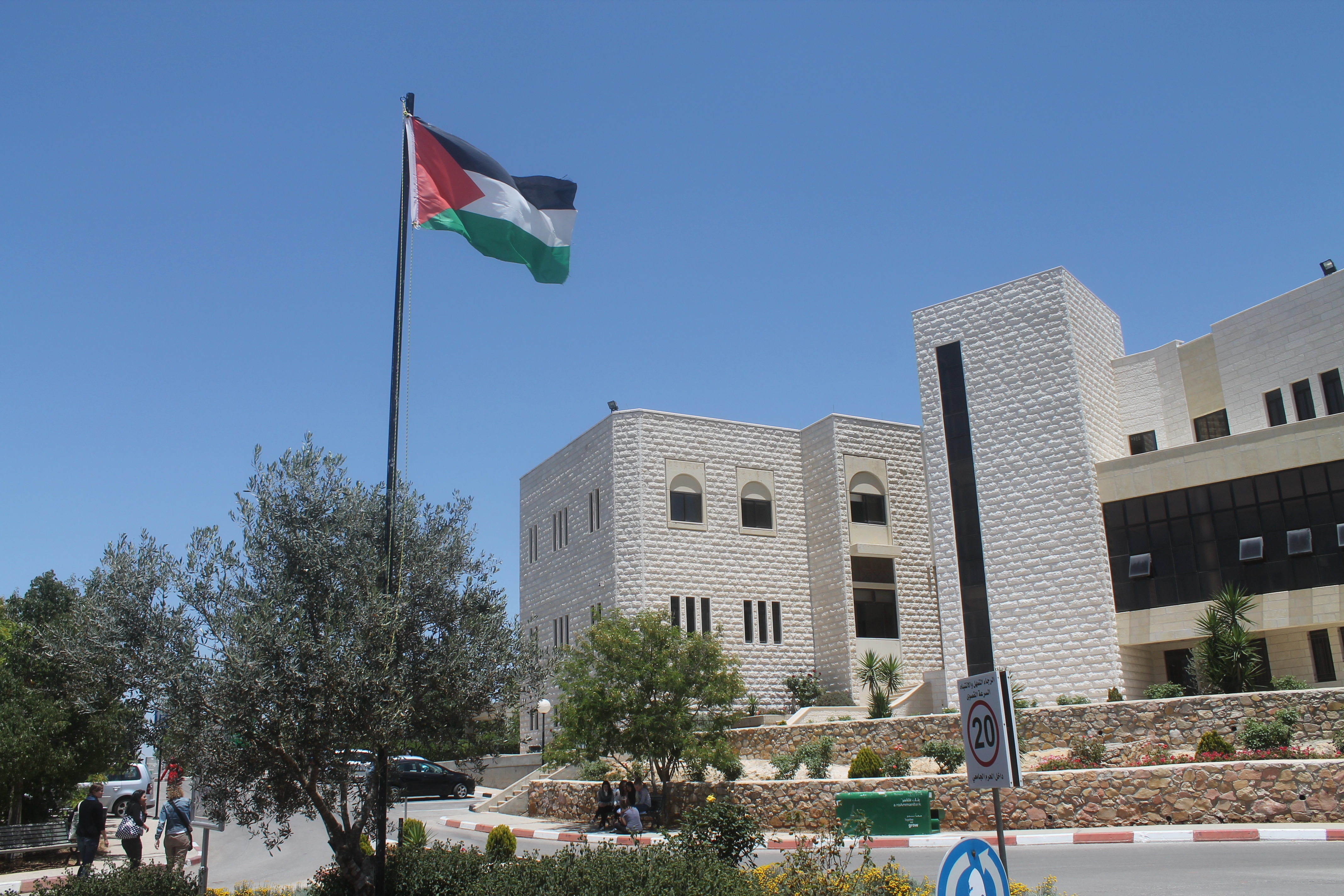
L'université de Birzeit, où Azmi Bishara était professeur de philosophie et d'études culturelles

Entre 1974 et 1977, Bishara étudie à l'université de Haïfa puis à l'université al-Qods jusqu'en 1980, avant d'achever ses études à l'université Humboldt de Berlin en Allemagne de l'Est, où il vit 6 ans et obtient un doctorat en philosophie, mention d’excellence pour sa thèse intitulée La Logique et historique dans l’approche de recherche, poursuivie dans le livre Capital de Karl Marx, en 1986,.

### Travail en Israël et en Palestine
Après son retour d'Allemagne en 1986, il travaille à l'université de Bir Zeit où il est professeur de philosophie et d'études culturelles pendant dix ans, jusqu’en 1996, lorsqu'il candidate à la Knesset. En 1990, Azmi Bishara travaille comme chercheur à l'Institut Van Leer de Jérusalem ouest, qui s'occupe des connaissances humaines dans les domaines de la philosophie, de la société et de la culture, et y travaille en tant que coordinateur pour des projets de recherche jusqu'en 1996, date de son entrée à la Knesset. Azmi Bishara est resté membre de la Knesset jusqu'à sa démission en 2007 et sa sortie définitive de Palestine après avoir été poursuivi juridiquement par Israël à la suite de plusieurs accusations, notamment de soutenir Hezbollah contre Israël lors de la guerre du Liban en 2006,.
Azmi Bishara participe à la création d'institutions académiques et de centres culturels visant à préserver l'identité arabe en Israël, à l’instar de l'Association de la culture arabe à Nazareth, l'Association Mada Al Carmel pour la recherche sociale appliquée et la Fondation patrie palestinienne pour l'étude de la démocratie, dont il préside le conseil d’administration de 1994 à 2007,.

### Travail à l'extérieur d'Israël et de la Palestine
Arrivé au Qatar où il réside à ce jour, Azmi Bishara a été membre du Conseil d'administration de la Fondation arabe pour la démocratie, fondée en 2007 à Doha au Qatar, qui vise à promouvoir la démocratie en tant que culture et style de vie. Il a également occupé la chaire de Gamal Abdel Nasser au Centre d'études sur l'unité arabe entre 2007 et 2009. 
En 2010, il a créé le Centre arabe pour la recherche et les études politiques en tant qu'institution de recherche arabe indépendante pour les sciences sociales, les sciences sociales appliquées, l'histoire régionale et les questions géostratégiques. Le Centre a récemment lancé le projet du lexique historique de la langue arabe, de même qu’il a inauguré en 2014 l'Institut des études supérieures de Doha 2014 en tant qu'institution académique indépendante pour l'éducation et la recherche, il propose des programmes de master à la Faculté des sciences humaines et sociales et à la Faculté d'administration publique et d'économie du développement. L'institut a ouvert sa première année académique 2015-2016 en octobre 2015.
Bishara a non seulement établi plusieurs centres culturels et de recherche s'intéressant au monde arabe et à ses problèmes, mais il a également établi et mis en place un certain nombre d'institutions médiatiques pour diffuser ces idées et la culture en laquelle il croit, notamment en créant le journal ‘al Arabi al jadid’ en mars 2014, en langue arabe et en anglais, ayant pour siège Londres, en plus de plusieurs bureaux dans un nombre de capitales arabes et un réseau de correspondants. Il a également fondé Al Arabi TV dont le siège se trouve à Londres.

### Politique
Il devient membre de la Knesset en 1996, et est l'un des membres fondateurs du parti Balad. Il défend l'option d'un « État de tous les citoyens » et la laïcité par opposition au concept d'« État juif » et critique dans cette optique l'idéologie sioniste d'Israël.
Le 22 avril 2007, il démissionne de son poste de député, accusant les autorités de le persécuter pour ses positions politiques. Visé par une enquête policière dont on ignore les motifs, il a quitté le pays il y a déjà plusieurs semaines. Il est remplacé à la Knesset par Saïd Nafa, quatrième sur la liste du Balad.
Bishara assure avoir quitté le pays pour des vacances familiales et des conférences dans les pays arabes, et non pour se soustraire à l'enquête de police. Il a déclaré à Al Jazeera qu'il rentrerait en Israël, sans dire quand, et qu'il avait démissionné pour empêcher ses adversaires de lui ôter son immunité parlementaire.
Le 25 avril, la police déclare que Bishara est accusé de crime contre la sécurité d'Israël, de collaboration avec le Hezbollah libanais pendant le conflit israélo-libanais de 2006.

## Ses pensées

### La Société civile
Azmi Bishara aborde dans ses livres et ses conférences l'évolution du concept de la société civile (dans le processus de son évolution et le changement historique ou) par un examen de l'histoire de la pensée politique occidentale, et dans ce qu’est parallèle à celle de l'évolution sociale représente dans la distinction au sein de la communauté et entre la société et l'État. On essaye de démanteler la consommation populaire de ce concept dans le milieu culturel et politique arabe, qui a été traité en dehors du contexte de son développement européen.
Dans son livre La Société civile : une étude critique, Bishara a relancé les débats sur la société civile en insistant sur l’origine de ce terme philosophiquement, aux débuts de la modernité, avant qu’il a pris cette dimension normative Attribué à lui après l'effondrement du camp socialiste. Il a montré que ce concept signifiait la société organisée dans la pensée politique lorsqu’il avait en face la communauté naturelle, et quand il est devenu en conformité avec niveau l'Etat, et quand il a pris le sens de la société bourgeoise, basée sur l'économie de marché en distinction de l'État, jusqu’au moment où il a utilisé dans la description d’un espace de communication rationnelle indépendante des lois du marché et de la violence de l'État et de son hégémonie, et enfin après qu’il nous ait parvenu déformé, pour signifier tout ce qui est pas État aux yeux de certaines tendances dans la pensée romantique arabe, qui embellir la société on diabolisant l'État, ou le rendre identique ce qui l'a dépouillé de sa fonction critique et démocratique, en le rendant conforme soit aux organisations non gouvernementales d'une part, ou de la communauté civil d'autre part, tout simplement parce qu’il n'est pas «l’ état».

### Contribution dans l'approche de la théorie nationaliste

Le drapeau de la révolte arabe contre l'Empire ottoman est un symbole important du nationalisme arabe. Son design et ses couleurs sont la base de nombreux drapeaux des états arabes.

Azmi Bishara met l'accent et adopte l'idée du nationalisme arabe comme identité culturelle, pour faire face au sectarisme, et au système oligarchique, et à d'autres formes de constitutions de sociétés, mais seulement après l’avoir ancré dans la démocratie et la citoyenneté, en supposant passer ainsi au concept de «nation citoyenne» même si la nation est formée à l’origine à partir d’un nationalisme donné.
Bishara rejette l'adoption du nationalisme comme idéologie dans toutes ses positions, séminaires et œuvres, d'où il est un contribuant et renouvelant du concept de nationalisme en général  et du nationalisme arabe en particulier. Il est considéré comme l'un des penseurs arabes les plus en vue dans le domaine de la recherche et approfondissement de la démocratie et de la liberté.
Selon Bishara, le nationalisme n'est «pas idéologique mais une politisation d’une appartenance à une identité culturelle commune, qui fonde une société imaginée». Azmi Bishara estime que le nationalisme n'est pas un groupe, un parti ou une race et diffère d’une ethnie, dans le sens où il lui confère une dimension politique qui aspire à la souveraineté, cependant au cas où elle réalise cette souveraineté, elle doit devenir «une identité dont le choix d’appartenance revient à l'individu, sans la moindre contrainte».
Azmi Bishara estime également la nécessité du renouveau de l'idéologie nationale arabe pour faire face de manière efficiente à la réalité de l'État nation, afin que la nation soit fondée sur la citoyenneté, en suggérant la séparation entre le nationalisme et l'État, où  l'État peut réaliser la souveraineté de la nation par la démocratie et la citoyenneté, tout  préservant son appartenance large liée à l’identité arabe commune. Bishara croit que ce modèle est à même de faire face au racisme et au sectarisme dans le monde arabe.
Bishara abordé l'idée du nationalisme arabe et du renovation de cette pensée et de son rôle dans la promotion de la situation arabe dans un grand nombre de ses travaux, dont le plus important, son livre De la question arabe. Introduction à une déclaration démocratique arabe publié en 2007, ainsi que son livre Être arabe de nos jours publié en 2009, englobant un certain nombre de ses travaux, y compris son travail important sur l'avenir du projet national palestinien, où il expose la crise du mouvement national palestinien et la nécessité de la reformulés dans un contexte arabe, identifiant d’un autre côté, Israël comme système colonial d'apartheid, présenté au Centre pour des études pour l'unité arabe, et sa conférence «renouveler la pensée nationale»  présentée lors du congrès de la pensée nationaliste qui a eu lieu à Damas en 2008.

### Secte et sectarisme
Azmi Bishara s’est  également intéressé par la question du sectarisme pour élaborer un travail théorique sociologique (encore interdisciplinaire) sur un sujet qui préoccupe la communauté arabe, à savoir la question de la «secte et le sectarisme». Il estime que les théories sociologiques occidentales n'aident pas le chercheur dans ce domaine dans sa dimension arabe. Il publia une recherche intitulée "la secte, le sectarisme, les communautés imaginées" dans lequel il a transformé une idée répandue selon laquelle "La secte produit le sectarisme", pour en faire un argument qu'il a essayé de prouver, à savoir que dans les temps modernes "le sectarisme produit la secte", mais il le produit comme "une communauté imaginée", selon sa description,.
Et dans cette optique, il consacra son effort de recherche à l'écriture d'un livre qui introduit un concept nouveau en relation avec la communauté (secte) religieuse comme étant une  « communauté locale », la distinguant des adeptes d'une religion qui, selon lui, constituent un groupe imaginaire qui ne représente pas une entité sociale autonome telle que la communauté locale ou le groupe organique, cependant le sectarisme politique la reproduit comme s'il s'agissait d'un groupe, qu’il appelle "la communauté imaginée",.
Et dans ce but, Bishara procède de la même manière en faisant ce qu'il a fait concernant la société civile et la laïcité en distinguant entre le mot, le terme et le concept, indiquant les disparités dans son développement et l'évolution du phénomène lui-même (communauté religieuse et sectarisme politique) à la recherche d'un concept, qui puisse être utilisé comme  outil analytique synthétique doté d’une capacité explicative. Bishara démontre que l'émergence du sectarisme politique, comme phénomène moderne lié au pouvoir et  l'État et non pas à la religion elle-même, en expliquant les facteurs derrière l'émergence politique sectaire depuis l'intervention coloniale pour protéger les minorités dans l'Empire ottoman et la réponse sociale conservatrices aux réformes des systèmes Ottomans en raison de l’évolution disparate entre le centre et les périphéries, et l'échec de l'application de la citoyenneté ottomane, en passant par l'État national et les régimes militaires qui ont misé sur des loyautés locales dans une période où elles avaient perdu les bases de leur légitimité, y compris les affiliations confessionnelles, et le plus dangereux était la transformation de la majorité en secte politique imaginée dans le cadre de l'opposition au pouvoir en place le considérant comme pouvoir issu de minorités,.
Bishara explique également les facteurs de l'échec de l’édification de la nation sur la base de la citoyenneté et de sa relation avec le problème sectaire. Le livre traite en détail de la transformation des chiites et des sunnites à travers le sectarisme politique, en sectes imaginées, ainsi que les racines de ce processus historique et l'impact de la polarisation politique, tant sur le plan local que régionale. Il analyse également ce qu’on qualifie de théorie de la compatibilité en démocratie, en montrant qu'il s'agit d'un ensemble de généralités d’extrapolations qui sont modifiées après chaque expérience en nature, sans avoir l’envergure de prétendre représenter une théorie, donnant comme exemple l'expérience libanaise et irlandaise, tout en passant en revue l’expérience irakienne de manière exhaustive,.

### Laïcité et religion
| - État laïque ou séculier - Religion d'État - Ambigu ou aucune information |

Bishara a présenté sur le plan intellectuel une théorie sur la laïcité et la laïcisation de la société après avoir porté des critiques sur les théories précédentes. Son point de départ fut sa préoccupation par la question des obstacles à la transformation démocratique. Il avait déjà abordé ce sujet dans son livre La Question arabe, où il souligne la relation entre la non-résolution de la question arabe et l'obstacle à la transition démocratique, et cela du fait de la transformation de l'arabisme en d’une part, une idéologie d'un État basé sur la justification de ses actes, et d'autre part un prétexte pour intervenir dans les affaires des autres pays.
Cette préoccupation l'amène à critiquer la tendance à étudier la relation entre islam et démocratie, répandue à la fin du siècle dernier, en lui consacrant une étude publiée en plusieurs langues confirmant l'absence de relation significative entre religion et démocratie, appelant à une réflexion sur la relation entre démocraties et modèles de religiosité, « plutôt que de se pencher sur la question inutile et qui n'a aucune réponse scientifique, à propos de l'islam et de la démocratie », avait-il déclaré. Il a commencé à étudier ce sujet lorsqu'il s'est vu contraint d'étudier des modèles de sécularisation qui, à son avis, identifiaient dans une large mesure, les schémas de religiosité.
Bishara a exposé son approche intellectuelle et philosophique sur la laïcité dans son vaste projet de recherche «Religion et laïcité dans un contexte historique», un projet de connaissances cumulatives qu’il a entamé  il y a une décennie et demie et qui a été publié jusqu’à présent en trois volumes. Bishara y propose une formule différente de celles jusque-là relayées, pour traiter des dualismes tels que la religion et la laïcité: il considère que le problème de recherche n'est pas la religion (la religion en elle-même), mais les «modèles de religiosité», il fait la distinction entre religion et religiosité, la religion selon Bishara est une évolution naturelle et complexe dans l'expérience du sacré, c'est-à-dire l'émotion devant la beauté et la crainte des secrets et la peur de la nature, mais l'expérience du sacré seul ne distingue pas l'expérience religieuse  et la religion dans ce sens n'est pas l'expérience seulement du sacré, c'est avant tout un groupe d'êtres humains, rassemblés autour d’une foi commune, une institution religieuse, un culte, des rituels. Etc.
Pour aborder la différence entre la religion et les modèles de religiosité, Bishara souligne les éléments communs et divergents entre la religion et le mythe, entre la religion et la magie, et entre la religion et l'éthique, ainsi que d'autres sujets. Et partant de là, l'introduction de son livre s’est transformée pour devenir un volume à part, traitant d’une manière générale de la religion et de la religiosité, et démantèle la relation entre la religion et les mythes, la religion et la moralité, la religion et science avant d'atteindre une définition de la religion et de la religiosité. Ce qu'il considère lui-même comme un effort séculaire.
Dans la deuxième partie, il traite dans son premier volume d’une manière approfondie l'histoire de l'évolution de l'idée laïque passant en revue l'histoire des idées en Europe, depuis le début de l’introduction de ce concept (laïcité) dans la pensée religieuse, jusqu’à l’aboutissement à la laïcité en tant qu'idéologie séparée et indépendante. Il a suivi cette progression à travers le développement de la rationalité et de l'approche scientifique de la nature et de la société d'une part, et le développement de la pensée concernant l’état d'autre part.
Après avoir étudié l'évolution de la laïcité dans la pensée, il est passé dans le deuxième volume de la deuxième partie pour débattre des théories de la sécularisation, qui constituent en fait des théories sociologiques en présentant sa vision de la sécularisation comme un processus de différenciation continue entre les éléments du sacré et du profane dans la pensée et la société, entre la religion et la politique, et entre l'espace privé et l'espace public. Cependant il arrive à la conclusion selon laquelle le fort désir et l’attrait au sacré ne peuvent être  dissociés  de l’être humain, et reste présent  dans certains domaines et activités humaines, tels que l'art et la littérature, etc., ainsi que dans certaines idéologies séculaires qui ont été séparées de la religion, mais qui ont continué à séculariser les termes de la religion et des pratiques rituelles, dans la sanctification des valeurs laïques telles que l'État, le peuple, la patrie, le parti,  entre autres.
Et enfin, Bishara passe à une partie importante de sa recherche, en l’occurrence l’étude des modèles de laïcisation de la politique et de l'État appliqué en Europe (France, Allemagne, Pologne, Grande-Bretagne, États-Unis et d’autres Pays), en montrant la relation entre le modèle laïque (d’une part le modèle dur et catégoriquement antireligieux, et d’autre part le modèle souple qui laisse à la religion sa place dans l'espace public) et le modèle démocratique en place dans chaque pays. Il réfute et critique les tentatives de ceux qui veulent imposer un modèle précis ou d'importer un modèle particulier comme seul modèle séculier possible, en préconisant un modèle théorique de la sécularisation à la fin du livre dans une tentative unique en son genre. Azmi Bishara promet dans son livre que cette dernière partie traitera du modèle de laïcité dans l'État ottoman et l'État arabe et de ses conséquences.
En attendant, il a publié ses livres sur les révolutions arabes, en particulier le volume titanesque sur la révolution égyptienne, il a publié également un petit livre philosophique, un essai qui traite de la liberté, et un autre livre L'Armée et la Politique, Problèmes théoriques et des modèles arabes qui vient combler un vide important en matière de publications arabes, en abordant ce sujet important sur le plan théorique, et à travers les modèles syriens et égyptiens en particulier.

## Récompenses
Azmi Bishara a reçu plusieurs prix internationaux, dont le prix Ibn-Rushd de la pensée libre en 2002 pour sa contribution à la promotion de la liberté d'opinion et de la démocratie dans le monde arabe. Il a également reçu le prix des droits de l'homme de la fondation Global Exchange aux États-Unis le 22 mai 2003.

## Ses publications
Azmi Bishara a publié des centaines d'articles dans plusieurs périodiques tels que «al Moustaqbal al arabi», les études palestiniennes, le carmel, points de vue, Amran, la politique arabe, les journaux arabes comme Al Khaleej, Al-Hayat, Al-Ahram, Al Ahram Weekly, ainsi que le journal al Arabi jadid depuis sa création en 2014.
Azmi Bishara a écrit dans les domaines de la religion et la démocratie, l'islam et la démocratie, la cause palestinienne, la société civile et la démocratie, la question de la minorité arabe en Israël, les minorités en général, les Arabes, l'Holocauste et autres. Il a également publié quatre œuvres littéraires ; en français, les éditions Actes sud ont publié Checkpoint, traduit par Rachid Akel. Il a publié  aussi dans les périodiques arabe, allemand, hébreu et anglais. Parmi les plus importants de ces travaux  on trouve:

### Ses publications en arabe
1. Société civile : une étude critique (1996).
2. L’Arabe israélien: une lecture dans le discours politique tronqué. Publié également sous le titre Les Arabes en Israël, une vision de l'intérieur
3. Renaissance handicapée.
4. Intifada et la société israélienne.
5. De la judéité de l'État à Sharon.
6. la Barrière: Fragments d’une histoire.
7. L'Amour en zone d'ombre : histoire de fragments d’un lieu.
8. l’hymne de la chanson qui est la nôtre.
9. Actes.
10. De la question arabe, introduction à un manifeste arabe démocratique.
11. Être arabe de nos jours
12. La Glorieuse Révolution tunisienne.
13. Y a-t-il réellement un problème copte en Égypte ?
14. Intellectuel et Révolution.
15. Syrie: le chemin de la douleur vers la liberté
16. Religion et laïcité dans le contexte historique (trois volumes)
17. Révolution d'Égypte (deux volumes).
18. Essai sur la liberté.
19. Armée et politique: problèmes intellectuels et modèles arabes.
20. La secte, le sectarisme, les communautés imaginées.

### Ses publications en hébreu
1. Le projet des Lumières n'est pas encore terminé.
2. L'Identité et l'Industrie de l'identité dans la société israélienne.